# Avesnes (Pas-de-Calais)
Avesnes is een gemeente in het Franse departement Pas-de-Calais (regio Hauts-de-France) en telt 33 inwoners (2009). De plaats maakt deel uit van het arrondissement Montreuil.

## Geografie
De oppervlakte van Avesnes bedraagt 2,9 km², de bevolkingsdichtheid is dus 11,4 inwoners per km².
De onderstaande kaart toont de ligging van Avesnes (Pas-de-Calais) met de belangrijkste infrastructuur en aangrenzende gemeenten.

## Demografie
Onderstaande figuur toont het verloop van het inwonertal (bron: INSEE-tellingen).